# Gare de Saint-Germain-des-Fossés
Pour les articles homonymes, voir Saint-Germain.
La gare de Saint-Germain-des-Fossés est une gare ferroviaire française de la ligne de Moret - Veneux-les-Sablons à Lyon-Perrache et gare origine des lignes de Saint-Germain-des-Fossés à Nîmes-Courbessac et de Saint-Germain-des-Fossés à Darsac. Elle est située sur le territoire de la commune de Saint-Germain-des-Fossés, dans le sud-est du département de l'Allier, en région Auvergne-Rhône-Alpes.
Elle est mise en service en 1854 par la Compagnie du chemin de fer Grand-Central de France. Au cours du XXe siècle, elle est un important nœud ferroviaire, carrefour de plusieurs axes ferroviaires nationaux (Lyon – Nantes, Lyon – Bordeaux, Paris – Clermont-Ferrand – Nîmes), source de la principale activité économique et humaine de la ville.  
Gare de la Société nationale des chemins de fer français (SNCF), elle est aujourd'hui desservie par des TER Auvergne-Rhône-Alpes et quelques trains Intercités.

## Situation ferroviaire
Établie à 256 mètres d'altitude, la gare de Saint-Germain-des-Fossés est située au point kilométrique (PK) 354,443 de la ligne de Moret - Veneux-les-Sablons à Lyon-Perrache, entre les gares ouvertes de Varennes-sur-Allier (s'intercalent les gares fermées de Créchy et Billy - Marcenat) et de Roanne (s'intercale la gare fermée de Saint-Gérand-le-Puy - Magnet). 
Gare de bifurcation, elle est également l'origine de la ligne de Saint-Germain-des-Fossés à Nîmes-Courbessac (dite aussi ligne des Cévennes) et de la ligne de Saint-Germain-des-Fossés à Darsac.

Aperçu des lignes
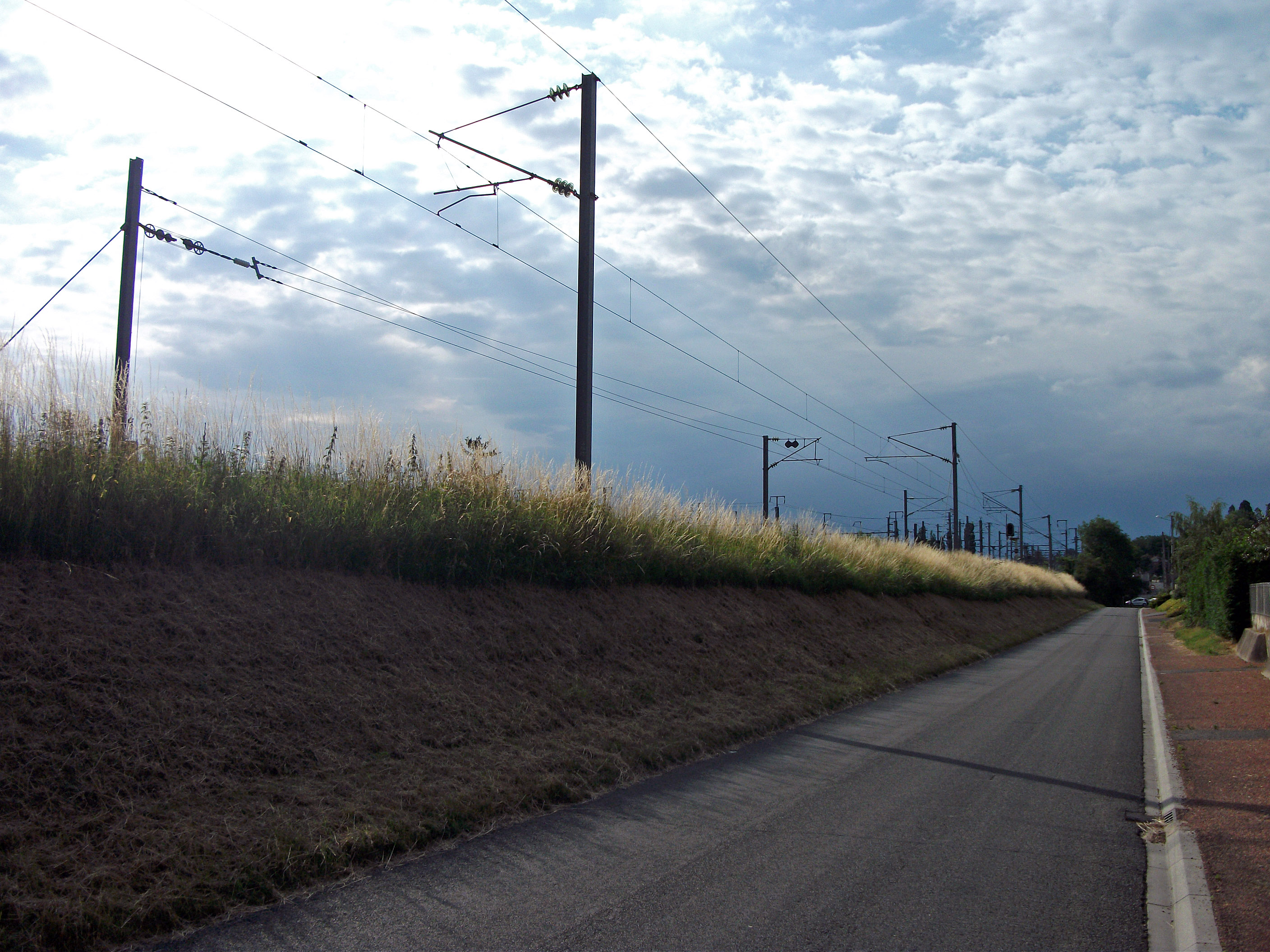
Les voies de la ligne de Moret à Lyon en provenance de Roanne.
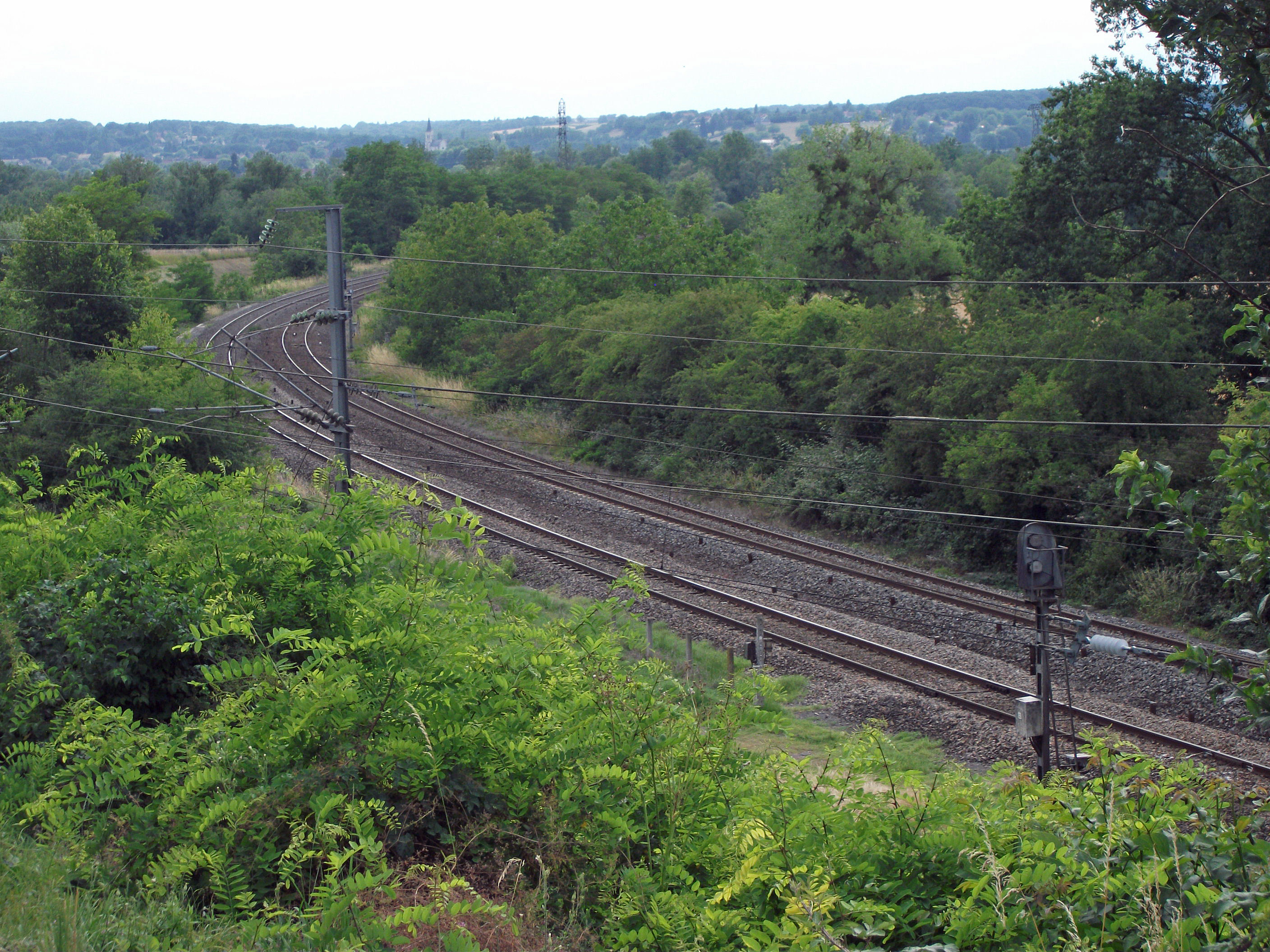
Début de la ligne de Nîmes.
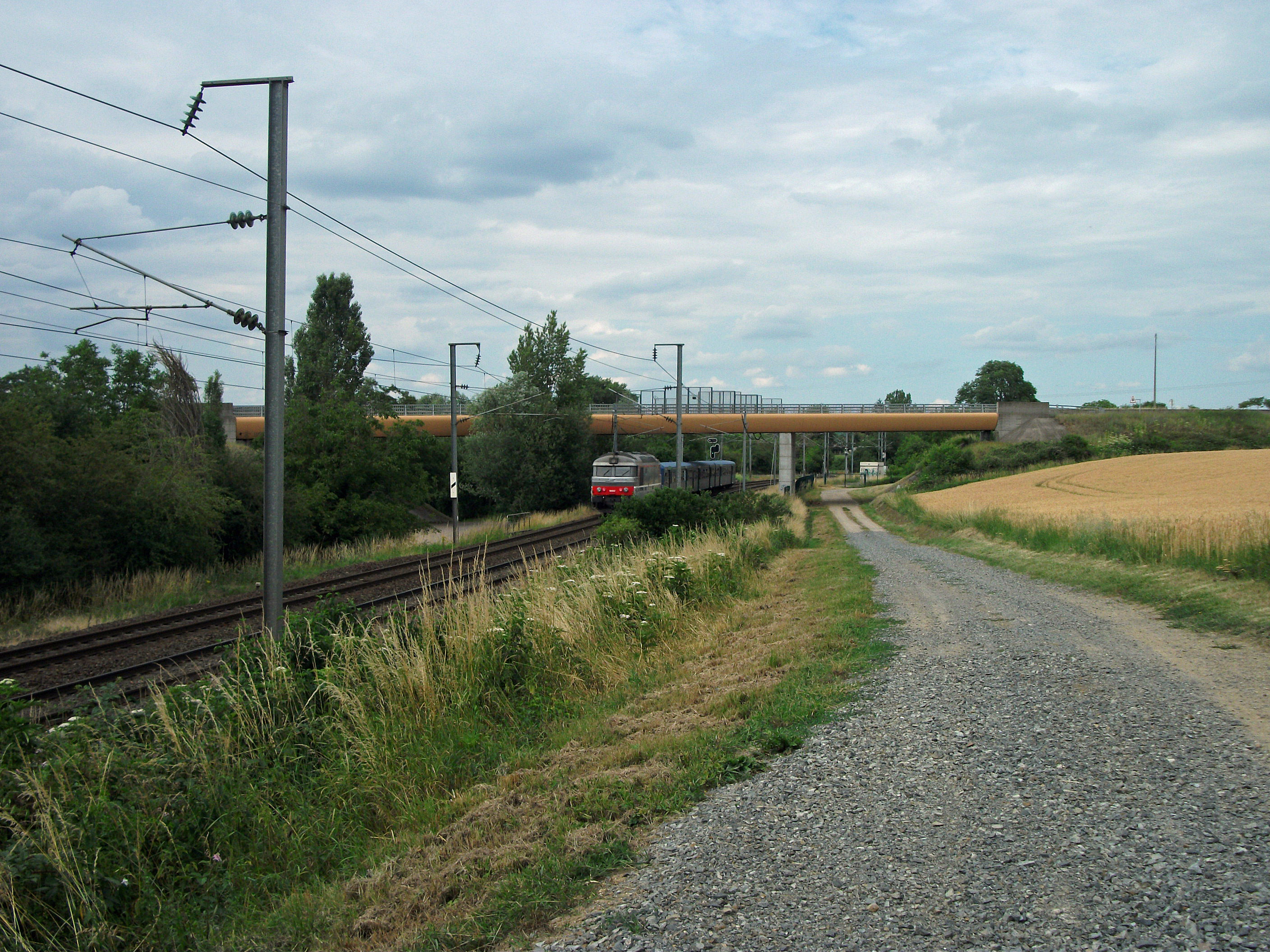
Ligne de Darsac.

Du point de vue géologique, la gare est située sur des formations sédimentaires de l'ère tertiaire, à la limite des formations alluviales.

## Histoire

### Mise en service et années de gloire
La Compagnie du chemin de fer Grand-Central de France (« Grand-Central ») met en service le 19 juin 1854, la section de Varennes à Saint-Germain-des-Fossés, via la station intermédiaire de Créchy, de sa ligne de Moulins à Roanne. La gare passera quelques années plus tard, en 1857, sous le contrôle de la Compagnie des chemins de fer de Paris à Lyon et à la Méditerranée (PLM) lors du partage, entre cette compagnie et la Compagnie du chemin de fer de Paris à Orléans (PO), du réseau du Grand-Central.
La gare disposait d'une rotonde pour locomotives, d'ateliers de réparation de wagons et d'aires de stockage de charbon.

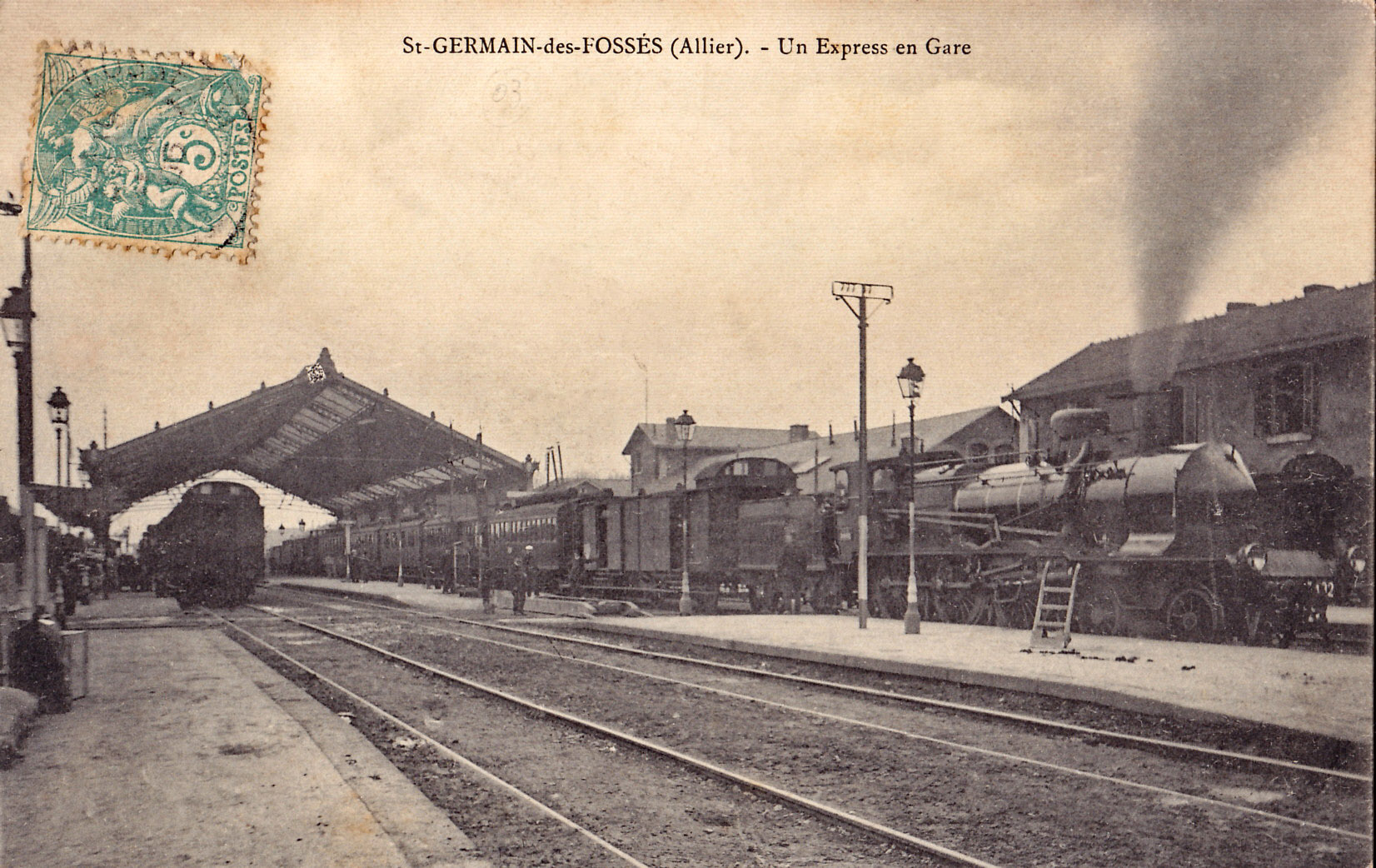
Un express arrive en gare, tracté par une locomotive à vapeur de type 230 PLM 3401 à 3735.
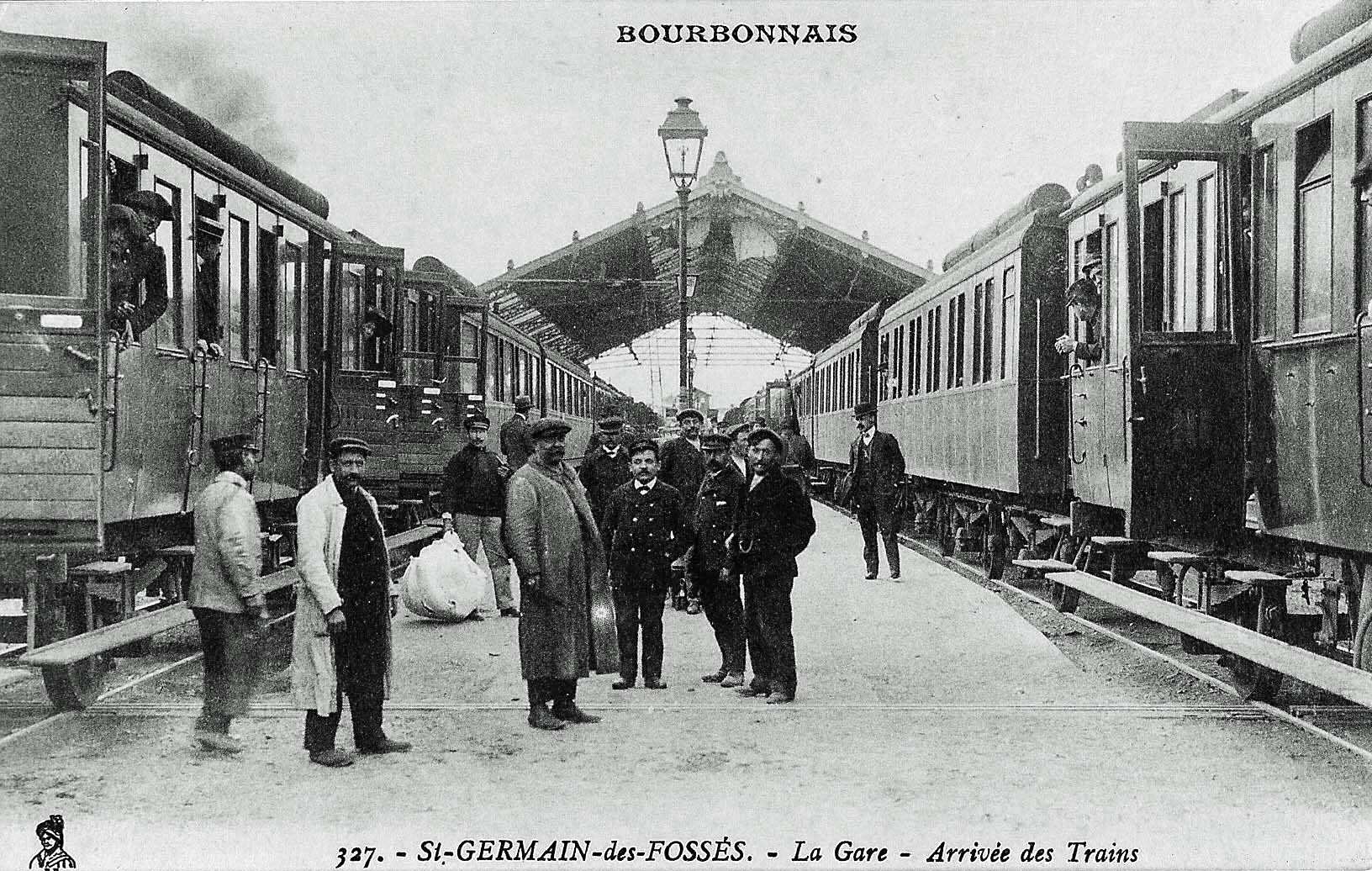
La gare à l'époque des voitures en bois.

La gare se composait à l'époque de seize voies de triage et de cinq voies à quai. Le quai couvert, en acier, est l'œuvre de l'ingénieur Polonceau.

### Un grand carrefour ferroviaire
Dans le courant du XXe siècle, cette gare était l'un des nœuds ferroviaires les plus importants du Massif central : elle était le carrefour de plusieurs axes nationaux, comme le Nantes – Lyon, le Bordeaux – Lyon, ou des trains de nuit comme le Rhône-Océan reliant Lyon à Quimper. En effet, cette gare était un point de rebroussement pour les relations entre Lyon et Clermont-Ferrand ou Bordeaux. La gare a comme fonction un nœud ferroviaire complet. Avant l'arrivée de la traction diesel, plus de 800 cheminots étaient rattachés à la gare et une cité ouvrière cheminote d'une centaine de logements, principalement de petites maisons mitoyennes, fut construite. La gare connaîtra son apogée à la fin des années 1930, peu après la création de la SNCF, faisant de Saint-Germain-des-Fossés une « ville cheminote », les familles d'agents de la SNCF y étant alors majoritaires.
En 1975, la gare, du fait de son importance comme nœud ferroviaire, était desservie par des trains vers Paris (les convois les plus rapides vers Paris-Gare-de-Lyon mettaient 3 h 15 min), Clermont-Ferrand (49 min), Lyon (1 h 51 min), Nantes (4 h 19 min) et Bordeaux (5 h 29 min).
En 1982, un poste à relais géographique (PRG), remplaçant les anciens postes d'aiguillage, est installé ; il est alors un des plus performants de France.
Les installations électriques 25 kV 50 Hz sont mises en service en 1989, dans le cadre du projet d'électrification de la ligne de Paris à Clermont-Ferrand.
Jusque dans les années 1980, la gare — et son buffet — sont ouverts 24 heures sur 24.

### Centre de formation
La gare de Saint-Germain-des-Fossés a longtemps été une gare-école qui formait toutes les recrues d'Auvergne. Elle disposait ainsi de simulateurs, de voies réservées à la formation et d'un foyer.

### Déclin de l'activité
En 1984, la gare de triage est fermée ; en 1990, le centre de tri postal ferroviaire ferme à son tour. 
Nombre de trains de nuit ont été supprimés dans les années 2000, dont le Rhône-Océan, assurant les relations entre le bassin lyonnais et la façade atlantique, qui desservait cette gare la nuit. Les liaisons entre Lyon et Bordeaux via Montluçon ont été supprimées en 2012 et les circulations entre Nantes et Lyon via Tours ont diminué (il en subsistait entre une et deux par jour en 2014).[réf. nécessaire]
La gare-école a été supprimée et le personnel de la gare a été divisé par deux entre 2000 et 2018.  
Un pont de contournement ferroviaire ou raccordement, permettant d'éviter un rebroussement sur la liaison entre Lyon et Clermont-Ferrand, a été mis en service fin 2006 (les trains du parcours Clermont-Ferrand – Lyon — et retour — ne sont donc plus contraints de passer par la gare proprement dite et ne s'arrêtent donc plus à Saint-Germain-des-Fossés).
La quasi-totalité des trains Téoz, devenus Intercités, qui relient les gares de Paris-Gare-de-Lyon (remplacée maintenant par la gare de Paris-Bercy) et de Clermont-Ferrand, ne s'arrêtent plus à la gare de Saint-Germain-des-Fossés depuis le service annuel 2008. Toutefois, un départ de Clermont-Ferrand le lundi et une arrivée de Paris-Bercy le vendredi continuent de desservir cette gare[réf. nécessaire].

### Modernisation de la gare
Dans les années 2000, le parvis de la gare a été réaménagé, avec des arrêts minute et une voie réservée aux véhicules de secours.
La communauté d'agglomération de Vichy Val d'Allier a aménagé une gare routière, certes moins importante que celle de Vichy, ainsi qu'un parking gratuit dont ne dispose pas la gare de Vichy.

## Fréquentation
De 2015 à 2023, selon les estimations de la SNCF, la fréquentation annuelle de la gare s'élève aux nombres indiqués dans le tableau ci-dessous.
| Année                      | 2015    | 2016    | 2017    | 2018    | 2019    | 2020    | 2021    | 2022    | 2023    |
| -------------------------- | ------- | ------- | ------- | ------- | ------- | ------- | ------- | ------- | ------- |
| Voyageurs                  | 126 217 | 127 026 | 127 498 | 111 599 | 128 610 | 94 690  | 123 219 | 154 050 | 193 180 |
| Voyageurs et non voyageurs | 157 771 | 158 783 | 159 373 | 139 499 | 160 763 | 118 363 | 154 024 | 192 562 | 241 476 |

## Service des voyageurs

### Accueil
Gare SNCF, elle dispose d’un bâtiment voyageurs, avec guichet, ouvert du lundi au vendredi. Elle est équipée d'un automate pour l'achat de titres de transport TER uniquement. La SNCF a décidé de la fermeture des ventes au guichet à compter du 1er novembre 2018.

### Desserte
La gare est desservie par :
- des Intercités reliant Nantes à Lyon-Perrache (trois allers-retours quotidiens) ;
- les Intercités nos 5950 (lundi matin) et 5983 (vendredi soir), reliant Paris-Bercy à Clermont-Ferrand (réservation obligatoire) ;
- des TER Auvergne-Rhône-Alpes, sur la relation Moulins-sur-Allier – Clermont-Ferrand (certains trains sont prolongés à Vic-le-Comte ou au-delà) via Vichy.

### Intermodalité
Un parking pour les véhicules est aménagé.

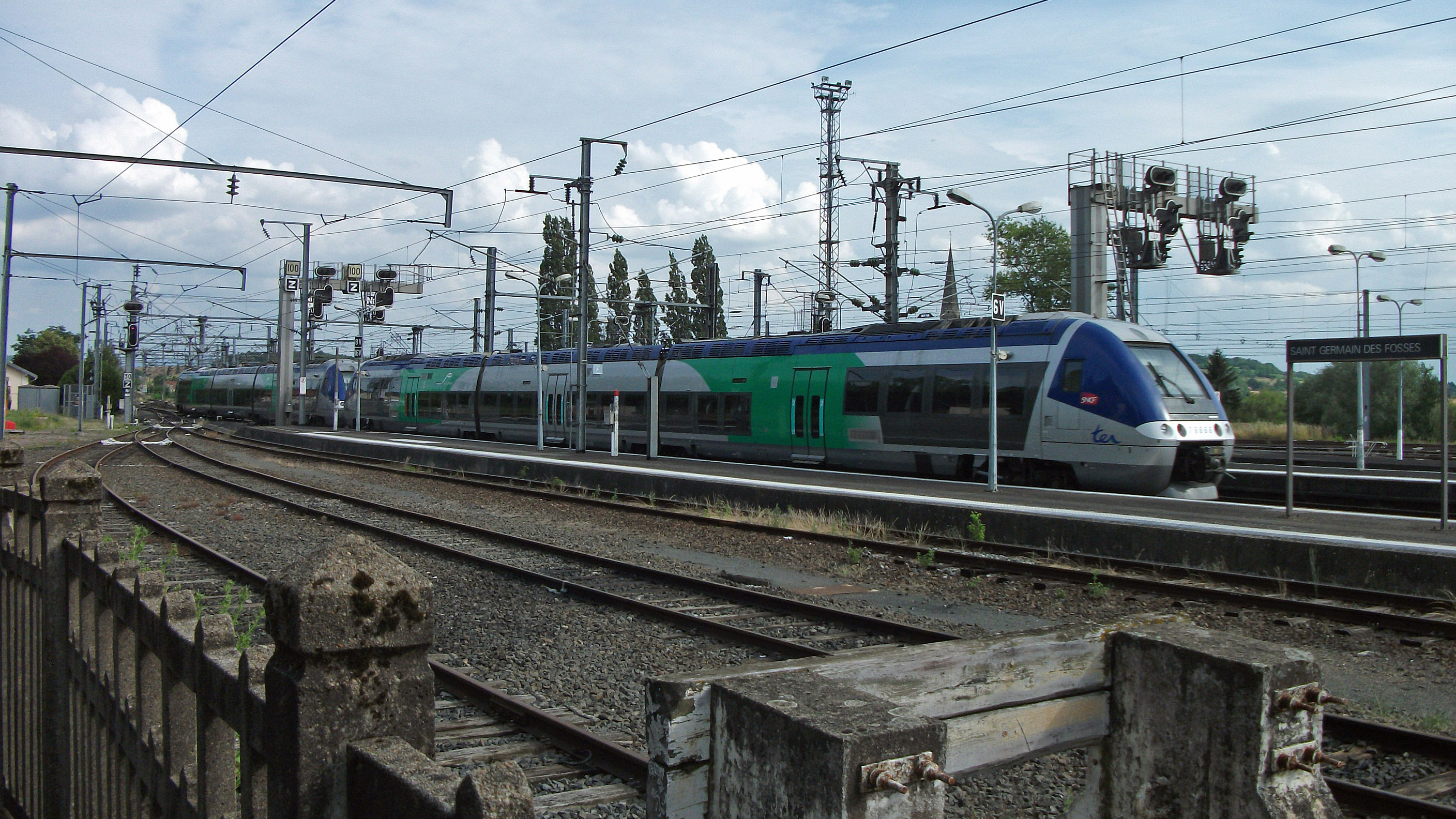
Deux AGC assurent un TER pour Clermont-Ferrand en juin 2014.
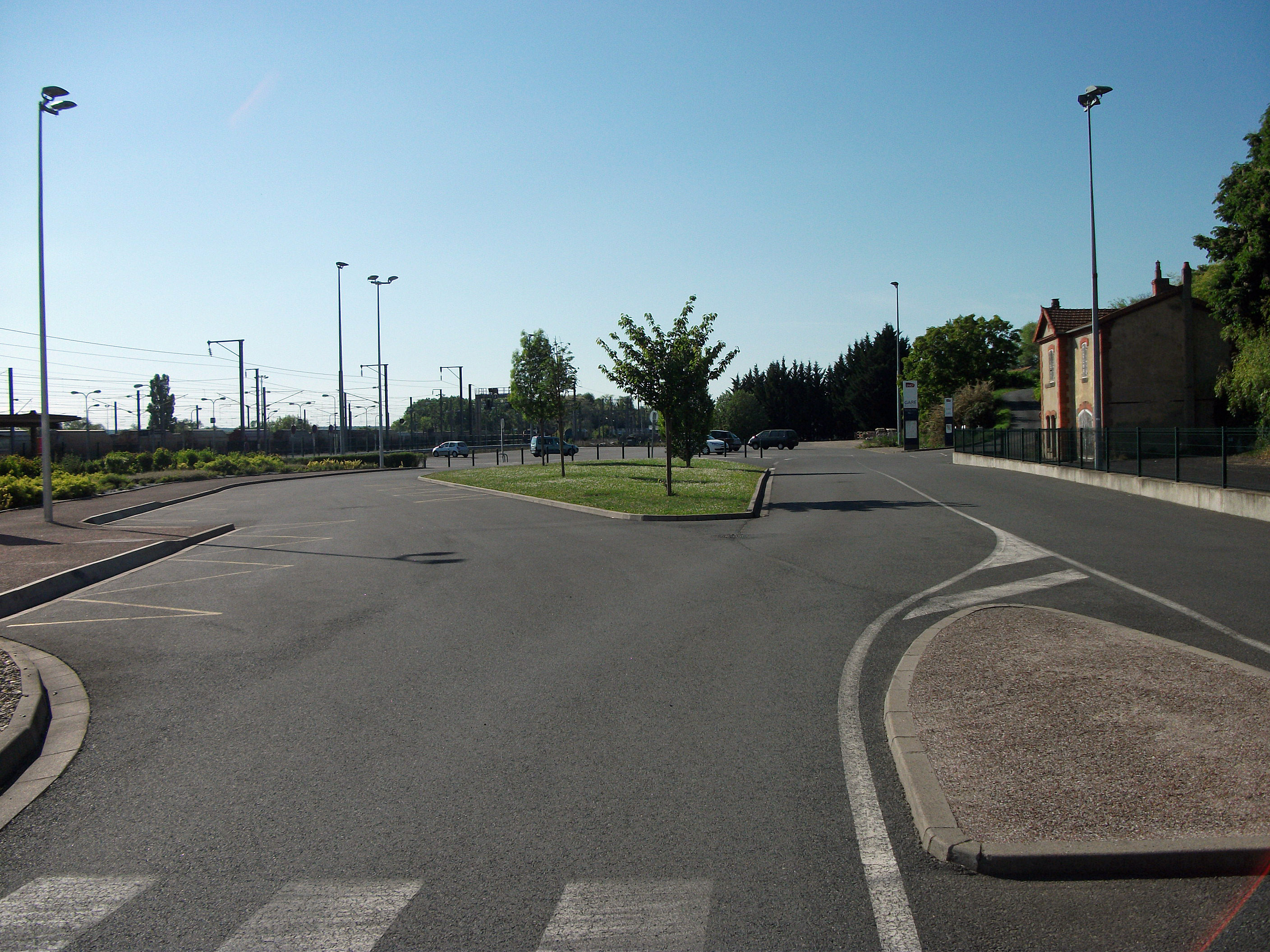
Parking de la gare.
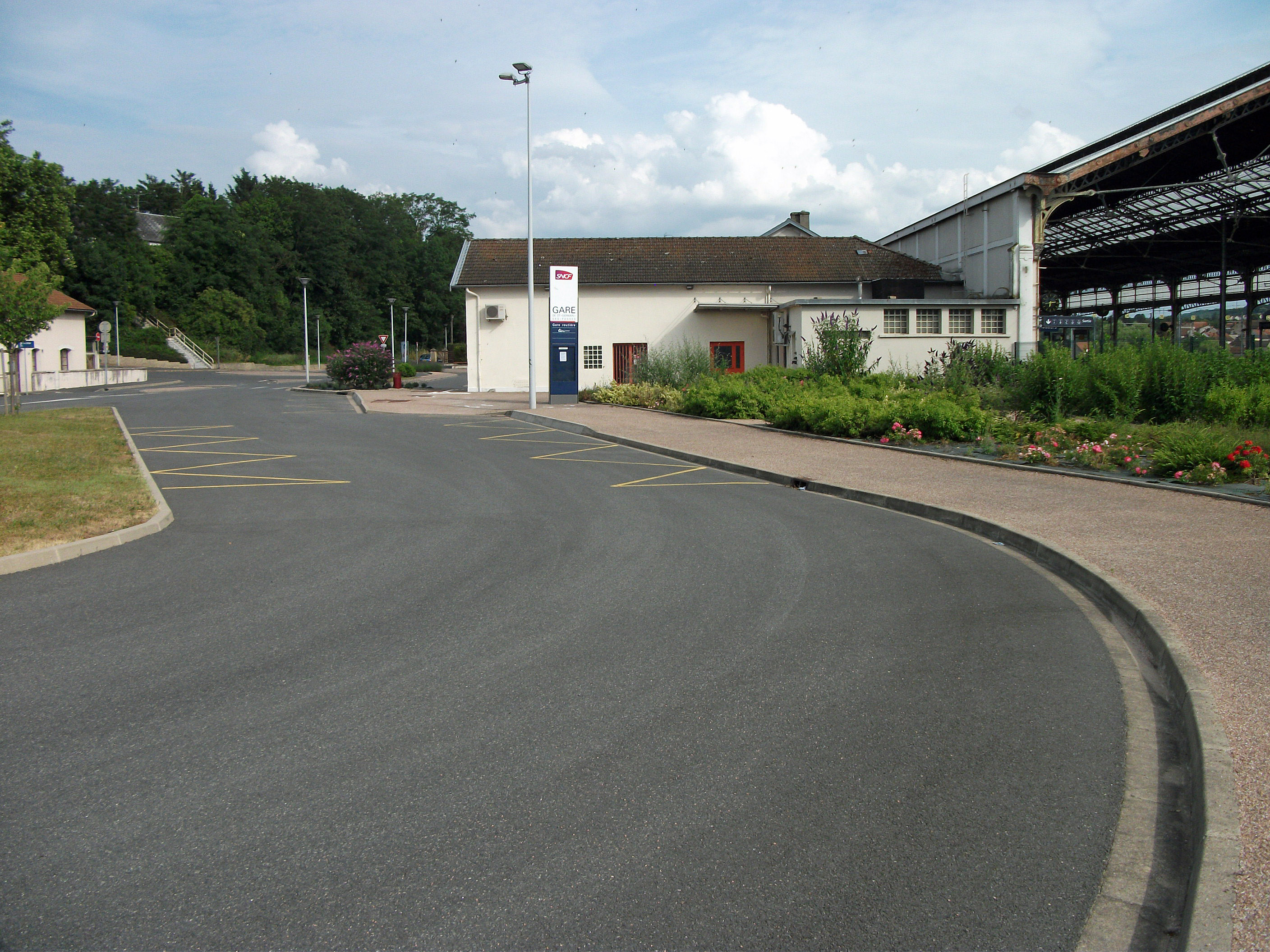
Gare routière.

## Service des marchandises

### Gare de triage
Cette gare a longtemps été une gare de triage ; l'activité de tri des wagons par gravité n'existe plus, mais néanmoins le faisceau pair est toujours utilisé par le service FRET SNCF pour remanier les trains de marchandises, effectuer des dessertes chez des clients embranchés, assurer des relais.
La gare de triage est implantée sur un remblai d'une dizaine de mètres de hauteur. Le Mourgon a été dévié à plusieurs reprises lors de travaux d'agrandissement de la gare.

### Déversement de fioul en 2009
Le 2 février 2009, un déversement de fioul s'est produit sur la voie no 24 du triage, sur un remblai surplombant le Mourgon, affluent de l'Allier. Il est la conséquence d'un acte de malveillance. 2 500 litres auraient été libérés.